# Győrasszonyfa
Győrasszonyfa là một thị trấn thuộc hạt Győr-Moson-Sopron, Hungary. Thị trấn này có diện tích 6,48 km², dân số năm 2010 là 499 người, mật độ 77 người/km².